# Азовські дозорні вежі

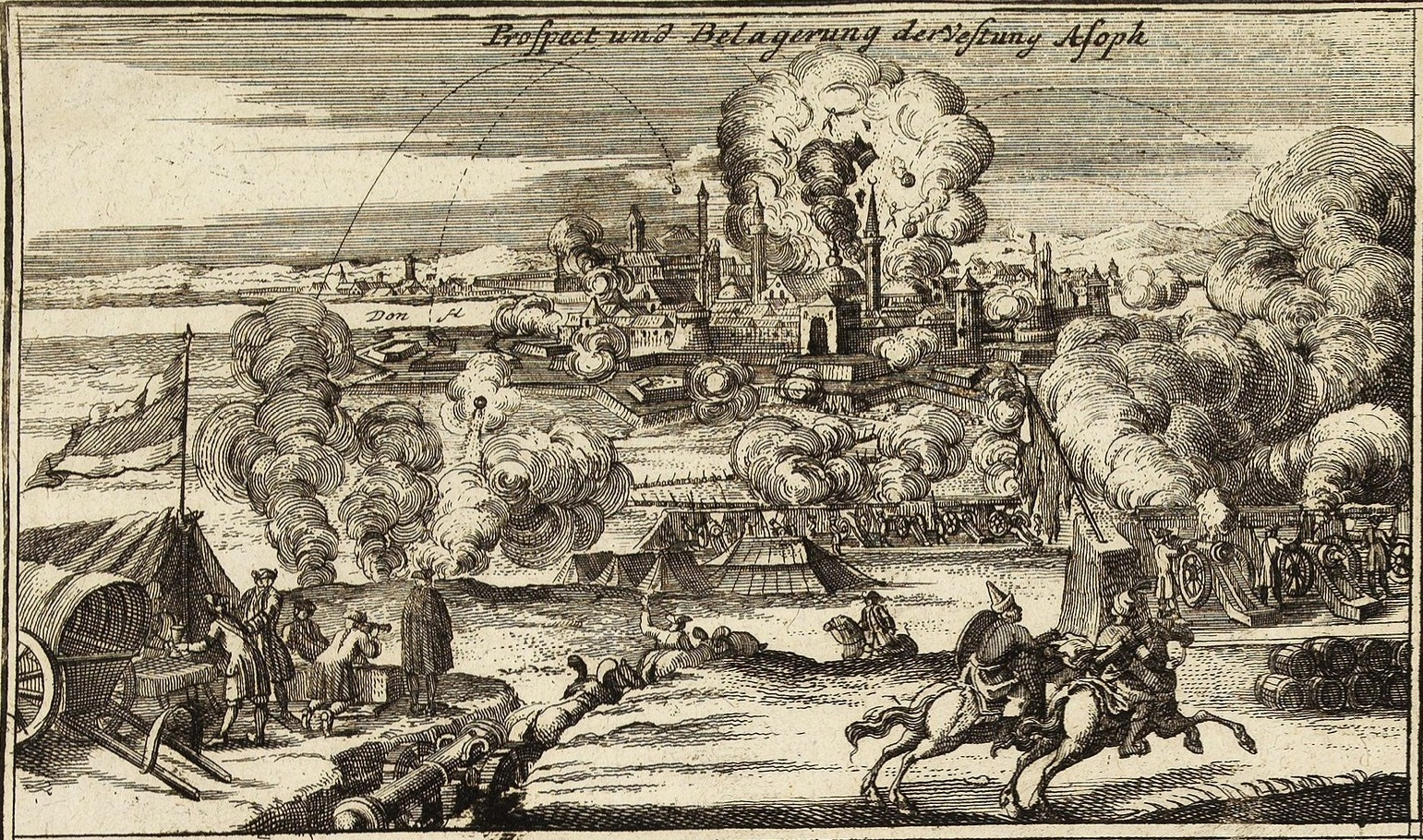
Зображення облоги Азова російськими військами в 1736 році

Азовські дозорні вежі (рос. Азовские сторожевые каланчи) — споруди, що були побудовані в 1660-х роках Османської імперією на берегах Дону поблизу міста Азова (Ростовська область).

## Історія
У 1663 році на відстані 3 верст від Азовської фортеці на берегах Дону, в місці, де відбувається розподіл річки на 2 рукави, турками були побудовані дві башти-каланчі: Вардін-хула і Джан-хула, які згодом стали відомі як Новосергіївська  і Никонівська вежі. Вежі були з'єднані між собою трьома залізними ланцюгами, що дозволяло перегороджувати шлях по Дону суднам до відкритого моря.
Хоча спроба відвоювання Азова у турків у 1695 році була невдалою, але в ході цих дій були зайняті вежі-каланчі. Для цього були набрані добровольці з донських козаків, які повинні були атакувати вежі — кожному з них було обіцяно винагороду в розмірі 10 рублів. Першу каланчу взяли 14 липня, другу в ніч з 14 на 15 липня. У каланчах були знайдені турецькі гармати. Згодом вежі-каланчі стали також відомі як місто Новосергіївський.
З лівого боку Дону за розпорядженням Петра I була створена фортеця невеликих розмірів поблизу вежі-каланчі. Коли була знята облога з Азова в 1695 році, в сторожових каланчах залишилося близько 3 тисяч озброєних стрільців. Навесні 1696 року Новосергіївська фортеця і Никонівська фортеця стали пунктом збору Російської сухопутної армії і флоту. Після того, як Азов став губернським містом, вежі-каланчі перестали володіти настільки важливим історичним значенням. На цій місцевості зараз розташовуються 2 металеві високовольтні електричні опори по обидва боки Дону.